# Saint-Exupéry-les-Roches
Saint-Exupéry-les-Roches är en kommun i departementet Corrèze i regionen Nouvelle-Aquitaine i de centrala delarna av Frankrike. Kommunen ligger  i kantonen Ussel-Est som tillhör arrondissementet Ussel. År 2022 hade Saint-Exupéry-les-Roches 592 invånare.

## Befolkningsutveckling
Antalet invånare i kommunen Saint-Exupéry-les-Roches
Referens:INSEE